# Reynolds (Dakota du Nord)
Pour les articles homonymes, voir Reynolds.
La ville de Reynolds est située dans les comtés de Grand Forks et Traill, dans l’État du Dakota du Nord, aux États-Unis. Sa population s’élevait à 301 habitants lors du recensement de 2010, estimée à 305 habitants en 2018.

## Histoire
Reynolds a été fondée en 1881 et nommée d’après le pionnier Henry Reynolds.

## Démographie
| 1900 | 1910 | 1920 | 1930 | 1940 | 1950 |
| ---- | ---- | ---- | ---- | ---- | ---- |
| 389  | 412  | 389  | 351  | 315  | 335  |

| 1960 | 1970 | 1980 | 1990 | 2000 | 2010 |
| ---- | ---- | ---- | ---- | ---- | ---- |
| 269  | 236  | 309  | 299  | 350  | 301  |